# HMS B2
El HMS B2 fue uno de los 11 submarinos de la clase B construidos para la Marina Real Británica en la primera década del siglo XX.

## Hundimiento
El sumergible se perdió al chocar accidentalmente contra el SS Amerika a 6,4 km al noreste de Dover en las primeras horas del 4 de octubre de 1912. Estaba al mando del teniente P.B. O'Brien y fue uno de los varios submarinos enviados a Dover para participar en los ejercicios del Canal de la Mancha durante el largo periodo previo a la Primera Guerra Mundial. 
El B2 estaba en la superficie y fue embestido por el Amerika justo delante de la torre de mando. En el accidente murieron 15 tripulantes. El único superviviente fue el oficial de puente del barco, el teniente Pulleyne. El submarino no se recuperó para que los cadáveres permanecieran intactos. En los últimos años, los restos del naufragio fueron descubiertos por buceadores aficionados.